# Хари Потър: Турнир на домовете в „Хогуортс“
Хари Потър: Турнир на домовете в „Хогуортс“ (на английски: Harry Potter: Hogwarts Tournament of Houses) е куиз шоу от четири епизода, излъчено по Ти Би Ес и Картун Нетуърк от 28 ноември 2021 г. до 19 декември 2021 г., като е достъпно и на стрийминг платформата Ейч Би О Макс. Водещ е английската актриса Хелън Мирън; предаването е замислено в чест на 20-ата годишнина на поредицата от филми Хари Потър. Четири отбора се състезават в отговарянето на любопитни въпроси относно вселената на Хари Потър, като един от тях става шампион и печели Купата на домовете.

## Формат
Предаването се състои от любопитни факти, базирани на съдържанието, свързано с Хари Потър. Включва четири отбора от по трима фенове на Хари Потър, всеки от които представлява дом от „Хогуортс“ (а именно Грифиндор, Хафълпаф, Рейвънклоу и Слидерин), състезаващи се един срещу друг, за да спечелят титлата шампион и Купата на домовете.
Отборът победител печели 1000 долара пазаруване в магазина на Хари Потър в Ню Йорк, билети за продукцията на Бродуей на Хари Потър и Прокълнатото дете и билети за предварителните прожекции за филма Фантастични животни: Тайните на Дъмбълдор (2022).

## Епизоди
1. „Грифиндор срещу Хафълпаф“ (28 ноември 2021 г.) – Гост-звезди: Пийт Дейвидсън, Саймън Фишър-Бейкър, Матю Люис, Люк Янгблъд и Тери Сарториус.
2. „Слидерин срещу Рейвънклоу“ (5 декември 2021 г.) – Гост-звезди: Том Фелтън, Шърли Хендерсън, Джей Лено и Люк Янгблъд.
3. „Полуфинал“ (12 декември 2021 г.) – Двата дома, загубили първите два кръга, се изправят един срещу друг, за да се борят за място в големия финал. Гост-звезди: Матю Люис, Том Фелтън, Дан Фоглър и Люк Янгблъд.
4. „Финал“ (19 декември 2021 г.) – Гост-звезди: Саймън Фишър-Бейкър, Том Фелтън, Хари Тейлър и Люк Янгблъд.